# De Bruijnpademelon
De De Bruijnpademelon of filander (Thylogale brunii) is een zoogdier uit de familie van de kangoeroes (Macropodidae). De wetenschappelijke naam van de soort werd voor het eerst geldig gepubliceerd door Johann Christian von Schreber in 1778.

## Beschrijving

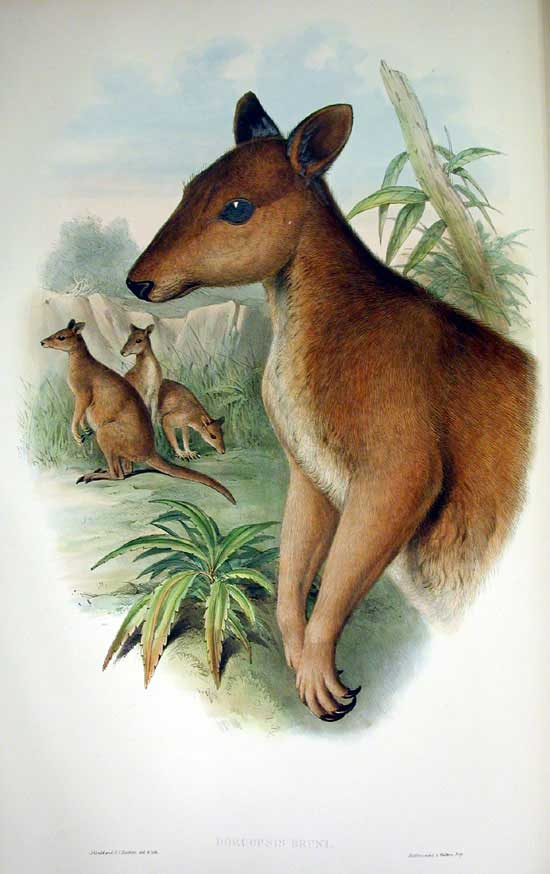

De De Bruijnpademelon werd in 1706 voor het eerst getekend en beschreven in een verslag van de Nederlandse kunstenaar Cornelis de Bruijn tijdens zijn reizen in Nederlands-Indië. Tijdens een bezoek aan de privé-dierentuin van de VOC-magistraat Cornelis Kastelein op westelijk Java, zag De Bruijn een exemplaar van deze pademelon en maakte er een tekening van.

## Kenmerken
De De Bruijnpademelon heeft een korte, zandkleurige of bruine vacht. De buikvacht is wit; ook op de heupen loopt een lichte streep. Mannetjes zijn groter dan vrouwtjes. De kop-romplengte bedraagt 458 tot 600 mm, de staartlengte 315 tot 570 mm, de achtervoetlengte 115 tot 143 mm en de oorlengte 60 tot 70 mm.

## Verspreiding
Deze soort komt voor in de regenwouden en savannes van zuidelijk Nieuw-Guinea, de Aru-eilanden en de Kei-eilanden. In Nieuw-Guinea zijn er slechts twee populaties bekend: een waarschijnlijk uitgestorven populatie in de omgeving van Port Moresby en een meer succesvolle populatie ten zuiden van de rivier Fly in het zuidwesten van Papoea-Nieuw-Guinea. Deze soort wordt bedreigd door de jacht en het verlies van zijn leefgebied.